# Scorpions
Scorpions là một ban nhạc hard rock người Đức thành lập năm 1965 bởi tay guitar Rudolf Schenker - người gắn bó với ban nhạc lâu nhất (mặc dù Klaus Maine đã đảm nhiệm vai trò ca sĩ chính trong tất cả các album phòng thu của ban nhạc). Ban nhạc được nhiều người biết đến qua những ca khúc rock ballad và rock alternative như "Rock You Like a Hurricane", "Big City Night", "Holidays", "You And I", "Wind of Change" và "Still Loving You". Ban nhạc xếp thứ 46 trong Danh sách những Nghệ sĩ Hard Rock xuất sắc nhất của VH1. "Rock You Like a Hurricane" cũng xếp thứ 18 trong danh sách 100 Ca khúc Hard Rock xuất sắc nhất của VH1.
Đến nay, ban nhạc đã bán được hơn 100 triệu album trên toàn thế giới, qua đó trở thành một trong những ban nhạc best-selling nhất mọi thời đại,,.

## Những ngày đầu thành lập (1965-1973)

### Hình thành
Scorpions được thành lập năm 1965 bởi Rudolf Schenker, lead guitarist của ban nhạc. Giai đoạn đầu, ban nhạc tạo được một số thành công nhỏ, và Rudolf Schenker đảm nhiệm vai trò hát chính. Năm 1969, em trai của Rudolf là Michael Schenker và giọng hát chính của ban nhạc hiện tại Klaus Meine tham gia Scorpions. Năm 1972, ban nhạc thu âm và cho ra đời album đầu tiên của mình Lonesome Crow, trong đó Lothar Heimberg đảm nhiệm vị trí bass và Wolfgang Dziony đánh trống.

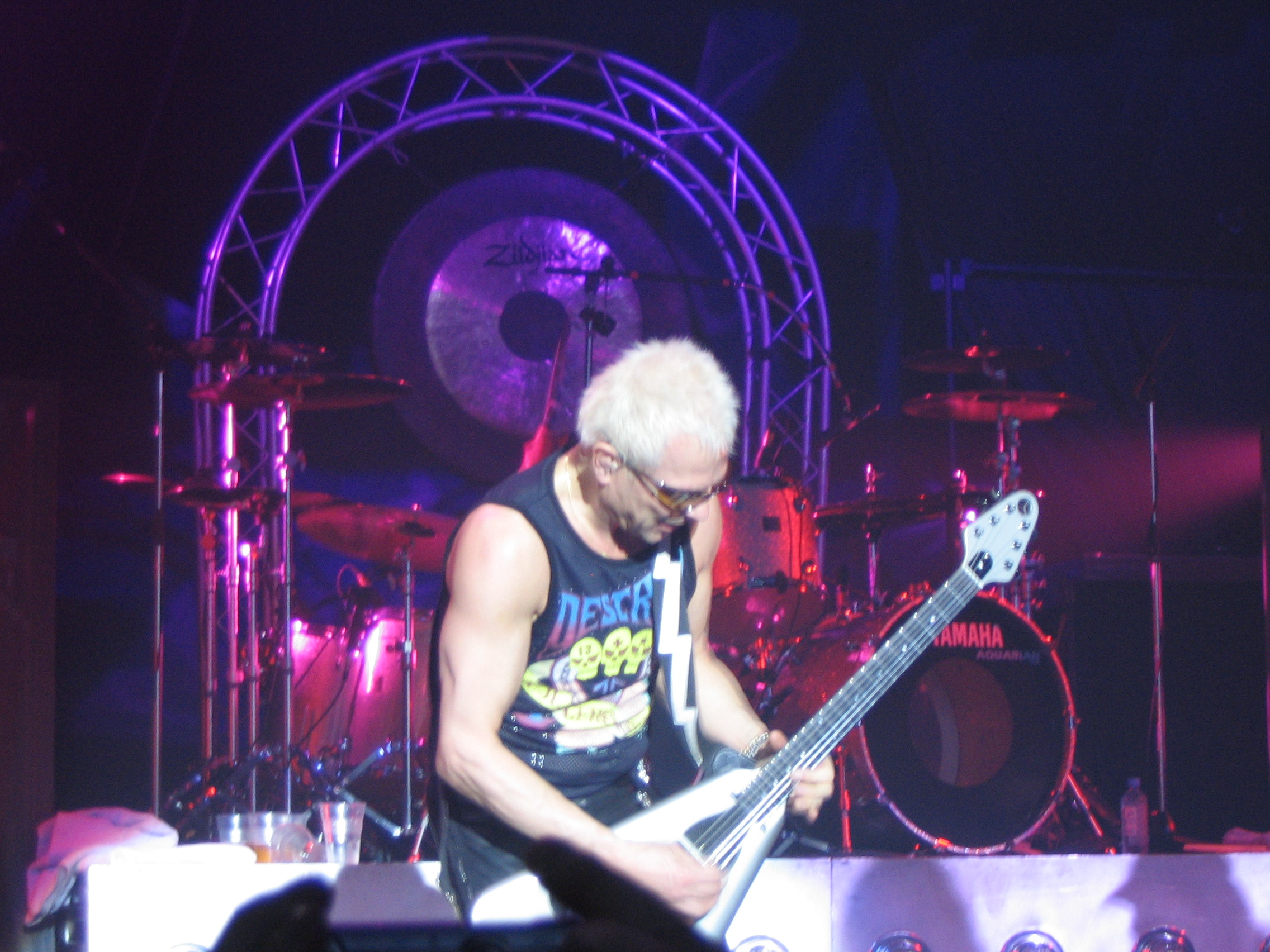
Rudolf Schenker - thủ lĩnh của Scorpions

### Khó khăn
Trong thời gian tour diễn Lonesome Crow đang diễn ra, Scorpions đã mời ban nhạc đang lên của Anh lúc bấy giờ là UFO. Cuối tour diễn, UFO đã mời Michael Schenker vào vị trí lead guitarist của ban nhạc, và anh đồng ý. Uli Roth tạm thời đảm nhiệm vị trí của Michael Schenker để hoàn tất tour diễn.
Sự ra đi của Michael Schenker dẫn đến sự tan rã của Scorpions. Năm 1973, Uli Roth được Rudolf Schenker mời vào vị trí lead guitarist. Tuy đồng ý, nhưng anh vẫn tiếp tục chơi cho ban nhạc cũ của mình là Dawn Road, điều này dẫn đến sự trì trệ và xuống dốc của Scorpions.

### Thế hệ thứ hai
Sau một vài lần tham dự những buổi tập của Dawn Road, Rudolf Schenker đã quyết định tham gia Dawn Road, lúc đó đang có Francis Buchholz - bass, Achim Kirschning - keyboard và Jurgen Rosenthal - trống. Sau đó Klaus Meine cũng tham gia ban nhạc với vị trí hát chính. Lúc này, ban nhạc đã quyết định đổi tên từ Dawn Road thành Scorpions, bởi vì tên tuổi của Scorpions đã khá nổi tiếng trong làng hard rock của Đức lúc bấy giờ. Scorpions thế hệ thứ hai ra đời.

## Đến với công chúng (1974-1978)
Năm 1974, Scorpions thế hệ thứ hai đã cho ra đời album Fly to the Rainbow. Album thứ hai đạt được nhiều thành công hơn album Lonesome Crow, và những bài hát như "Speedy's Coming" và những bài khác đã hình thành nên vị trí vững chắc cho dòng nhạc của ban nhạc. Sau khi hoàn tất việc thu âm, Achim Kirschning quyết định rời khỏi ban nhạc. Chẳng bao lâu sau, Jürgen Rosenthal cũng rời Scorpions để thực hiện nghĩa vụ quân sự (sau đó năm 1976 anh đã tham gia vào Eloy, một ban nhạc progressive rock ở Đức và đã thu ba album với ban nhạc này). Sau khi anh ra đi, một tay trống người Bỉ, Rudy Lenners được mời vào lấp vị trí trống.
Năm 1975, Scorpions đã tiến một bước dài với sự ra đời của album In Trance. Album này đánh dấu sự hợp tác lâu dài giữa ban nhạc với nhà sản xuất người Đức, Dieter Dierks. Với bước tiến mạnh mẽ này, Scorpions đã khẳng định vị trí vững chắc của mình trong làng hard rock, và thu hút được một lượng lớn người hâm mộ, cả trong nước lẫn ngoài nước.
Năm 1976, ban nhạc phát hành album Virgin Killer. Bìa album là hình khỏa thân của một cô gái tuổi xuân thì được che lại bởi những mảnh kính vỡ, được thiết kế bởi RCA Records. Bìa album đã tạo nên một sự chỉ trích lớn, và hầu như bị thay thế hoặc hủy bỏ ở một số quốc gia. Trái ngược với những cuộc tranh cãi về bìa album này, album vẫn được giới phê bình và người hâm mộ đánh giá rất cao. Một năm sau đó Rudy Lenners phải rời ban nhạc vì lý do sức khỏe và Herman Rarebell thay thế.
Trong album tiếp theo Taken by Force, RCA Records đã nỗ lực quảng bá cho album trên qua các cửa hàng đĩa và đài radio. RCA cũng theo sát việc thiết kế bìa album để tránh các cuộc tranh cãi bằng cách dùng một tấm hình chụp có ghi tên mỗi thành viên bên dưới hình của họ. Roth tỏ ra không thích với việc định hướng thương mại mà ban nhạc đang hướng đến. Mặc dù Roth vẫn tham gia tour diễn ở Nhật, anh đã rời Scorpions để diễn cho ban nhạc riêng của mình, Electric Sun, và album live Tokyo Tapes ra đời bằng sự kết hợp của hai ban nhạc trên. Tokyo Tapes được phát hành ở Mỹ và châu Âu sáu tháng trước khi phiên bản tiếng Nhật ra lò. Vào giữa năm 1978, sau khi tổ chức một buổi thi giữa 140 guitarist, Scorpions chiêu mộ được một guitarist mới, Matthias Jabs.

## Thành công về thương mại (1979-1990)
Sau khi Jabs gia nhập ban nhạc, Scorpions đã rời RCA để đến với hãng Mercury Records để chuẩn bị cho bản thu âm kế tiếp. Chỉ vài tuần sau khi bị buộc rời khỏi UFO vì nghiện rượu, Michael Schenker đã quay trở lại ban nhạc trong một thời gian ngắn trong suốt quá trình thu âm, tạo nên bộ ba guitarist (mặc dù những đóng góp của Michael khi phát hành chỉ vẻn vẹn có ba bài). Thành quả của cả ban nhạc đã được đền đáp xứng đáng khi album Lovedrive ra đời được giới phê bình đánh giá là đỉnh cao nhất trong sự nghiệp của họ, bao gồm những ca khúc được nhiều người hâm mộ yêu thích như "Loving You Sunday Morning", "Holiday" và bản hòa tấu "Coast to Coast", qua đó "công thức Scorpions" về phong cách phối nhạc hard rock với những giai điệu ballad đã được gắn kết một cách hoàn hảo. Bìa album "đầy khiêu khích" đã được gán danh hiệu "Bìa album của năm" theo bình chọn của tạp chí Playboy năm 1979, nhưng sau cùng đã được thay thế trong bản phát hành ở Mỹ. Lovedrive đạt vị trí thứ 55 trong bảng xếp hạng ở Mỹ đã chứng tỏ sự thành công của Scorpions trên thị trường quốc tế. Hoàn tất album, ban nhạc quyết định giữ lại Michael, do đó Matthias Jabs buộc phải rời Scorpions. Nhưng chỉ sau vài tuần của tour diễn, Michael vẫn tiếp tục nghiện rượu, và làm mất một vài hợp đồng và đôi khi vắng mặt trên sàn diễn, những lúc như thế Matthias Jabs được đưa về lại để lấp chỗ trống của Michael. Tháng 4 năm 1979, Matthias Jabs chính thức thay thế hoàn toàn vị trí của Michael Schenker.
Năm 1980, Scorpions phát hành album Animal Magnetism, và tiếp tục với một bìa album khiêu khích hình một cô gái quỳ trước mặt một chàng trai. Trong khi Animal Magnetism cũng có những bài mang hơi hướm cổ điển như "The Zoo" và "Make It Real", sẽ hơi thất vọng khi so sánh nó với album Lovedrive. Chẳng bao lâu khi phát hành album, Klaus Meine bị một bệnh nghiêm trọng ở cổ họng. Anh cần phải thực hiện một ca phẫu thuật ở dây thanh âm và vấn đề nằm ở việc có thể anh sẽ không thể hát được nữa.

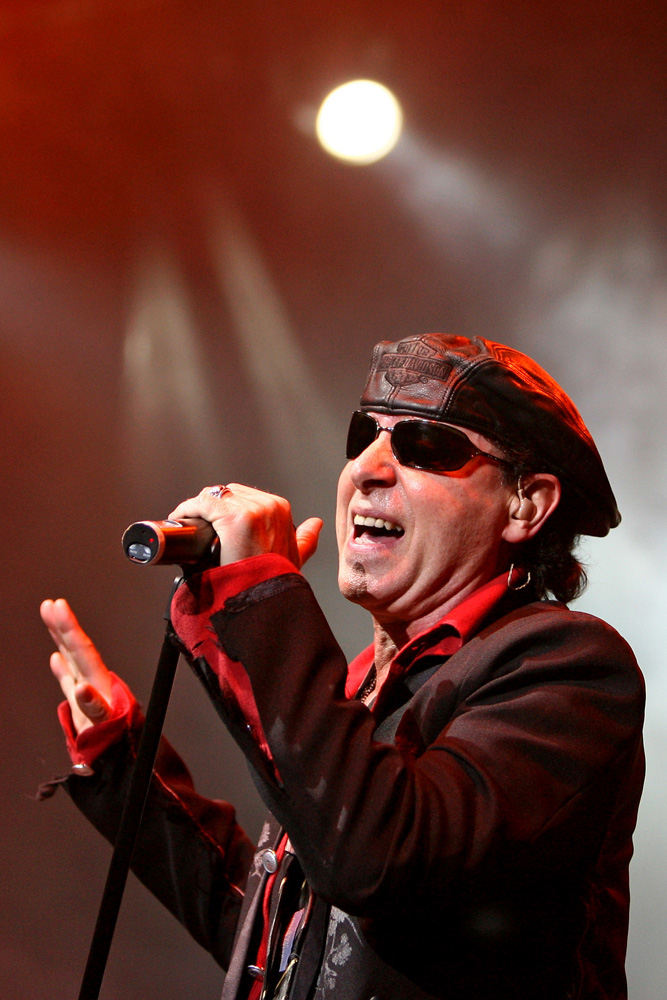
Klaus Meine - hát chính của Scorpions, có chất giọng rock metal tiêu biểu

Trong khi chờ đợi Klaus Meine hoàn toàn bình phục, ban nhạc bắt tay vào thực hiện album tiếp theo, Blackout vào năm 1982. Don Dokken, ca sĩ có chất giọng giống Klaus, đã được mời tham gia thực hiện việc hát nền. Cuối cùng, Meine đã hoàn toàn bình phục kịp lúc để hoàn tất album. Blackout ra đời nhanh chóng trở thành album bán chạy nhất của Scorpions vào thời điểm đó. Giọng của Meine không hề có dấu hiệu suy yếu, và giới phê bình đánh giá tốt về album. Có 3 đĩa đơn trong album là "Dynamite", "Blackout" và "No One Like You".
Vào đầu năm 1984, với sự ra đời của Love at First Sting, ban nhạc đã tự đưa mình trở thành một tượng đài, đưa tên tuổi mình vào danh sách những siêu sao nhạc Rock. Đĩa đơn "Rock You Like a Hurricane" như chiếc mũi tàu mạnh mẽ, đẩy Love at First Sting từng bước leo lên các bảng xếp hạng và đạt hai đĩa bạch kim ở Mỹ chỉ vài tháng sau khi phát hành. Nhưng, dường như Scorpions đã cố tình khuấy lên một đợt tranh cãi mới với hình bìa đầy khiêu khích. Lần này là hình một chàng trai hôn cô gái và cùng lúc đó di chuyển tay theo hình xăm trên cái đùi trần của cô gái. Nhiều tiệm đĩa đã từ chối bán album, vì nói nó nhại theo một lời nói trong bộ phim châm biếm This Is Spinal Tap ra đời cùng năm. MTV đã chiếu những bản video của các ca khúc "Rock You Like a Hurricane", "Bad Boys Running Wild", "Big City Nights", và bản power ballad bất hủ "Still Loving You" đã đóng góp rất lớn cho sự thành công của album. Kênh truyền hình này đã đặt cho Scorpions nickname "Đại sứ của nhạc Rock".
Ban nhạc lưu diễn khắp nơi sau đó và quyết định thu âm và phát hành album live thứ hai vào năm 1985. Ghi âm suốt một năm lưu diễn khắp thế giới, World Wide Live phát hành lúc Scorpions đang ở đỉnh cao của sự nổi tiếng, album thành công và đạt vị trí 17 trên bảng xếp hạng.
Kết thúc lưu diễn, ban nhạc quyết định quay về phòng thu để ghi âm album Savage Amusement. Phát hành vào năm 1988, bốn năm sau album thu tại phòng thu trước của họ. Savage Amusement thể hiện một dòng nhạc pop bóng bẩy giống với phong cách của Def Leppard. Album bán chạy, nhưng giới phê bình tỏ ra không hài lòng.
Vào dịp tour diễn giới thiệu album Savage Amusement năm 1988, Scorpions trở thành ban nhạc Tây Âu thứ hai biểu diễn tại Liên Xô (ban nhạc đầu tiên là Uriah Heep vào tháng 12 năm 1987), được tổ chức tại Leningrad. Vào năm tiếp theo, ban nhạc quay lại và biểu diễn cho chương trình "Liên hoan Âm nhạc Hòa bình Moscow", qua đó, ban nhạc đã gây dựng được một lượng người hâm mộ lớn và thường xuyên quay lại biểu diễn xuyên lục địa.
Với hi vọng tách biệt với phong cách trong Savage Amusement, ban nhạc đã quyết định rời nhà sản xuất lâu năm của họ và cùng với đó là thành viên thứ sáu của Scorpions, Dieter Dierks, sau đó Keith Olsen thay thế vị trí của anh trong phòng thu năm 1990. Crazy World được phát hành cùng năm và cho thấy một dòng nhạc ít bóng bẩy hơn. Album là một hit lớn thúc đẩy sự thành công rộng lớn của bản ballad "Wind of Change". Bài hát nói về sự thay đổi thể chế chính trị diễn ra ở các quốc gia Đông Âu và một vài bộ phận khác của thế giới sau kết thúc của chiến tranh lạnh. Ngày 21 tháng 7 năm 1990, Scorpions tham gia vào chương trình biểu diễn lớn của Roger Waters tại bức tường Berlin. Sau Crazy World tour, Francis Buchholz, thành viên lâu năm nhất của ban nhạc chính thức rời Scorpions.

## Thăng trầm (1992-2009)

Đĩa DVD live Moment of Glory, Scorpions hát chung với giàn giao hưởng Berlin Philharmonic, năm 2000

Năm 1993, Scorpions phát hành Face the Heat. Phần đệm bass được giao cho Ralph Rieckermann. Nhà sản xuất Bruce Fairbairn đã được mời thực hiện quá trình thu âm. Dòng nhạc của album đã có chất metal nhiều hơn chất melody và chia số người hâm mộ ban nhạc hiện có ra hai hướng. Một số tỏ ra thích album này trong khi những người hâm mộ lâu năm tỏ ra thất vọng, do đó cả đĩa đơn "Alien Nation" lẫn bản ballad "Under The Same Sun" đều không đạt được đến thành công như "Wind of Change". Face the Heat là một album thành công vừa phải.
Năm 1995, album live Live Bites ra đời. Đĩa tập hợp những bài hát biểu diễn từ những tour diễn cho album Savage Amusement vào năm 1988 cho đến những tour diễn cho Face the Heat năm 1994. Tuy album có âm thanh trong suốt hơn so với album live best-selling của Scorpions là World Wide Live, nhưng nó không thực sự thành công.
Trước khi thu album thứ 13 của Scorpions, tay trống Herman Rarebell rời ban nhạc để thành lập một hãng thu âm. Curt Cress gánh vác vị trí đó tạm thời trước khi James Kottak, tay trống người Thỗ Nhĩ Kỳ chính thức đảm nhận nó. Album phát hành năm 1996, Pure Instinct được xem là câu trả lời cho những người hâm mộ phàn nàn về album Face the Heat. Album này chứa đựng nhiều bản ballad hơn, trong đó đĩa đơn "Wild Child" và bản ballad "You and I" đều đạt được những thành công vừa phải.
Năm 1999 chứng kiến sự ra đời của album Eye II Eye và một sự thay đổi quan trọng trong phong cách của ban nhạc, phối pop và techno. Trong khi album được sản xuất một cách suôn sẻ, người hâm mộ tỏ ra không hài lòng với tất cả mọi thứ trong album từ những giọng hát nền kiểu pop-soul đến tiếng trống điện tử.
Năm tiếp theo, Scorpions đã có một sự kết hợp hoàn hảo và thành công với đoàn giao hưởng Berlin Philharmonic, cho ra đời 10 ca khúc trong album Moment of Glory. Album đã bước một bước rất dài để lấy lại tiếng tăm sau những lời chỉ trích khó nghe từ album Eye II Eye. Nhưng một lần nữa, giới phê bình lại lên án ban nhạc đã bắt chước phong cách album S&M của Metallica kết hợp với đoàn giao hưởng San Francisco Symphony đã được phát hành vào năm trước. Dù sao đi nữa, những bản giao hưởng này đã tiến đến đúng với những ý tưởng của Scorpions vào năm 1995.
Năm 2001, Scorpions phát hành Acoustica, một album live acoustic làm lại những bản hit lớn của ban nhạc và thêm một vài bài hát mới. Được đánh giá tốt bởi người hâm mộ, nhưng việc thiếu một album phòng thu đã làm nản lòng số còn lại. Dù sao đi nữa, Acoustica đã góp một phần nhỏ trong việc đưa ban nhạc trở lại đỉnh vinh quang.
Năm 2004, ban nhạc phát hành Unbreakable (Không thể phá vỡ), một album được giới phê bình đổ dồn như mưa đá là một sự chờ đợi lâu dài cho một sự trở lại hoành tráng. Đây là album metal nặng nhất mà Scorpions đã phát hành kể từ album Face the Heat, và người hâm mộ tỏ ra rất thích các ca khúc như "New Generation", "Love 'em or Leave 'em" và "Deep and Dark". Ban nhạc đi tour nhiều sau album, và chơi như khách mời đặc biệt với Judas Priest suốt chuyến lưu diễn Anh quốc năm 2005.
Vào đầu năm 2006, Scorpions phát hành đĩa DVD 1 Night in Vienna bao gồm 14 ca khúc live và một bộ phim tư liệu rock đầy đủ. Tại Los Angeles, ban nhạc đã dành 4 tháng trong phòng thu với nhà sản xuất James Michael và Desmond Child để chuẩn bị cho album mới của họ Humanity – Hour I, sẽ được phát hành vào giữa tháng 5 năm 2007. Một tour diễn "Humanity World" cũng đã được lên kế hoạch.
Năm 2007, 2 ca khúc tên tuổi của Scorpions góp mặt trong các phiên bản của dòng game âm nhạc nổi tiếng "Guitar Hero". Bài hát "No One Like You" có trong phiên bản "Rocks the 80's" của trò chơi trong khi "Rock You Like A Hurricane" được phát hành trong "Guitar Hero 3: Legends of Rock".
Vào ngày 14 tháng 5 năm 2007, Scorpions phát hành Humanity – Hour I tại châu Âu. Humanity – Hour I có mặt ở Mỹ vào ngày 28 tháng 8 năm 2007 tại hãng thu âm New Door, lọt vào bảng xếp hạng Billboard với vị trí 63.
Trong một cuộc phỏng vấn vào tháng 9 năm 2007, Meine nói rằng album này không hẳn là một "concept album", mà giống như một bộ sưu tập các bài hát với cùng một chủ đề chung. "Chúng tôi không muốn thu âm bất kì một bài hát mới nào nữa về những chàng trai theo đuổi những cô gái. Ý tôi là, thôi nào, hãy cho tôi nghỉ ngơi chứ," Meine nói.
Khi được hỏi vào năm 2007 rằng ban nhạc có dự định gì cho một album Humanity – Hour II không, Meine trả lời:
“ Đó là những gì tất cả mọi người đang mong đợi. Có thể có chứ. Ai mà biết được? Ngay bây giờ chúng tôi mới đang khởi đầu tour thế giới. Thật thú vị khi được chơi những ca khúc mới và chúng song hành một cách tốt đẹp với những ca khúc cũ. Thật thú vị khi chúng tôi càng có thêm những người hâm mộ mới. Có rất nhiều người hâm mộ lâu năm nhưng cũng có rất nhiều những người hâm mộ còn ít tuổi. Chúng tôi vừa chơi ở London và Paris, và có những chú nhóc gào thét theo những ca khúc còn già hơn cả chúng. Điều đó thật sự rất tuyệt vời. Tôi chưa muốn nghĩ về Hour II ngay bây giờ bởi vì Hour I rất thú vị. Thật phấn khởi khi được chứng kiến khán thính giả yêu thích những ca khúc mới đến nhường nào.
 ”— Klaus Meine   
Ngày 20/12/2007, Scorpion đã có dịp biểu diễn tại một buổi hòa nhạc ca ngợi những tinh hoa của lực lượng an ninh Nga trong điện Kremli. Buổi hòa nhạc được tổ chức nhân dịp lễ kỷ niệm lần thứ 90 ngày thành lập của Cheka—tiền thân của KGB. Mặc dù vậy, ban nhạc cho biết họ nghĩ rằng họ đã thực hiện một buổi hòa nhạc cho lễ Giáng Sinh. Họ cũng cho biết buổi hòa nhạc của họ không phải là một sự tưởng nhớ tới Cheka, chủ nghĩa cộng sản, hoặc quá khứ tàn bạo của Nga. Trong số những khán giả của buổi hòa nhạc có cả Thủ tướng Nga Vladimir Putin và Tổng thống Nga Dmitry Medvedev.
Ngày 21/2/2009, Scorpions nhận được Giải thường Danh dự ECHO của Đức cho thành tựu trọn đời tại sân vận động trong nhà O2 World (Berlin).

## Thành viên

### Thành viên hiện tại
- Klaus Meine - hát chính (1970 - nay)
- Matthias Jabs - lead guitar, rhythm guitar, ghita 6 & 12 dây, ghita trượt, jazz ghita, talk box, hát đệm (1978-1979, 1979-nay)
- Rudolf Schenker - lead guitar, rhythm guitar, guitar 6 & 12 dây, sáo Sitar, ebo, hát đệm (1965-nay)
- Paweł Mąciwoda – bass, hát đệm (2003-nay)
- James Kottak - trống, bộ gõ, hát đệm (1996-nay)

### Thành viên cũ
- Francis Buchholz – bass, hát đệm (1973-1983, 1984-1992, 1994)
- Herman Rarebell - trống, bộ gõ, hát đệm (1977-1983, 1984-1995)
- Ralph Rieckermann – bass, hát đệm (1993-2000, 2000-2003)
- Lothar Heimberg – bass, hát đệm (1965-1973)
- Wolfgang Dziony - trống, bộ gõ, hát đệm (1965-1973)
- Joe Wyman - trống, bộ gõ (1973)
- Ulrich Roth - lead guitar, rhythm guitar, hát bè, hát chính trong bài "Polar Nights", "Fly to the Rainbow", "Dark Lady" (1973-1978)
- Michael Schenker - lead guitar, rhythm guitar, hát đệm (1970-1973,1979)
- Rudy Lenners - trống, bộ gõ (1975-1977)
- Jürgen Rosenthal - trống, bộ gõ, hát đệm (1973-1975)
- Ken Taylor – bass, hát đệm (2000)
- Curt Cress - trống, bộ gõ (1996)
- Jimmy Bain - bass (1983-1984)
- Neil Murray - bass (1983-1984)
- Bobby Rondinelli - trống, bộ gõ (1983-1984)
- Barry Sparks - bass (2003)
- Ingo Powitzer – bass, hát đệm (2003)
- Don Dokken - hát chính, hát đệm (1981)

## Danh sách các đĩa hát
| - Lonesome Crow (1972) - Fly to the Rainbow (1974) - In Trance (1975) - Virgin Killer (1976) - Taken by Force (1977) - Tokyo Tapes (1978, live) - Lovedrive (1979) - Animal Magnetism (1980) - Blackout (1982) - Love at First Sting (1984) - World Wide Live (1985, live) - Savage Amusement (1988) - Crazy World (1990) - Face the Heat (1993) - Live Bites (1995, live) - Pure Instinct (1996) - Eye II Eye (1999) - Moment of Glory (với Berlin Philharmonic, 2000) - Acoustica (acoustic, 2001) - Unbreakable (2004) - Humanity: Hour I (2007) - Sting in The Tail (2010) - Return to Forever (2015) - Rock Believer (2022) - First Sting (1985) - World Wide Live (1985) - To Russia With Love (1988) - Moscow Music Peace Festival (1990) - Roger Waters The Wall Berlin 1990 (1990) - Crazy World Tour Live... Berlin 1991 (1991) - Moment Of Glory Live (2000) - Acoustica (2001) - A Savage Crazy World (2002) - Unbreakable World Tour 2004: One Night in Vienna (2004) - Live At Wacken Open Air 2006 (2007) - Amazônia – Live in the Jungle (2009) - The Scorpions: Get Your Sting & Blackout Live in 3D (2011) - MTV Unplugged – Live in Athens (2013) - Forever and a Day - Live In Munich 2012 (2016) | - Best of Scorpions (1978/1984) # 180 US - Rock Galaxy (1980) - Hot & Heavy (1982) - Best of Scorpions Vol. 2 (1984) # 175 US - Still Loving You (1 EP: 1 Single) (1984) - Gold Ballads (1985) # 25 Germany - Best of Rockers 'n' Ballads (1989) # 43 US, # 14 Germany; Certifications: US: Platinum, Germany: Gold - Hurricane Rock (Collection 1974-1988) (1990) - Wind of Change (Japanese Compilation) (1991) - Hot & Slow: The Best of the Ballads (1991) - Still Loving You (1992) # 18 Germany - Hot & Hard (1993) - Selection (1993) - Deadly Sting (1995) # 28 Germany - Born To Touch Your Feelings (1995) - Deadly Sting: The Mercury Years (1997) - Hot & Slow: Best Masters of the 70's (1998) - Big City Nights (1998) - Master Series (1998) - Best (1999) - The Millennium Collection (Asian compilation) (1999) - Pictured Life: All The Best (2000) - 20th Century Masters: The Millennium Collection: The Best of Scorpions (2001) - Classic Bites / Wind of Change (2002) - The Essential (2003) - Bad for Good: The Very Best of Scorpions (2002) # 161 US - Box Of Scorpions (2004) - The Platinum Collection (2005) - Gold (2006) - No. 1's (Korean Collection) (2006) |

## Tour
Scorpions đã biểu diễn hơn 5,000 buổi hòa nhạc ở hơn 80 quốc gia trên thế giới.
- 1972: Lonesome Crow Tour
- 1974: Fly to the Rainbow Tour
- 1975–1976: In Trance Tour
- 1976: Virgin Killer Tour
- 1977–1978: Taken by Force Tour
- 1979: Lovedrive Tour
- 1980: Animal Magnetism Tour
- 1982–1983: Blackout Tour
- 1984–1986: Love at First Sting Tour
- 1988–1989: Savage Amusement Tour
- 1990–1991: Crazy World Tour
- 1993–1994: Face the Heat Tour
- 1996–1997: Pure Instinct Tour
- 1999: Eye to Eye Tour
- 2000: Moment of Glory Tour
- 2001: Acoustica Tour
- 2002: Scorpions Tour 2002
- 2003: Scorpions Tour 2003
- 2004–2006:Unbreakable World Tour
- 2007–2009: Humanity World Tour
- 2010–2013: Get Your Sting and Blackout World Tour[32]